# Гропелло-Каїролі
Гропелло-Каїролі, Ґропелло-Каїролі (італ. Gropello Cairoli) — муніципалітет в Італії, у регіоні Ломбардія, провінція Павія.
Гропелло-Каїролі розташоване на відстані близько 470 км на північний захід від Рима, 35 км на південний захід від Мілана, 12 км на захід від Павії.
Населення — 4630 осіб (2014).
Щорічний фестиваль відбувається 23 квітня. Покровитель — святий Юрій.

## Демографія
Населення за роками:

Станом на 1 січня 2023 року в муніципалітеті офіційно проживало 327 іноземців з 46 країн, серед них 69 громадян країн Євросоюзу та 27 громадян України.

## Сусідні муніципалітети
- Дорно
- Гарласко
- Вілланова-д'Арденгі
- Церболо
- Цинаско